# Leandra eriocalyx
Leandra eriocalyx är en tvåhjärtbladig växtart som beskrevs av Célestin Alfred Cogniaux. Leandra eriocalyx ingår i släktet Leandra och familjen Melastomataceae. Inga underarter finns listade i Catalogue of Life.